# Bossiaea scortechinii
Bossiaea scortechinii är en ärtväxtart som beskrevs av Ferdinand von Mueller. Bossiaea scortechinii ingår i släktet Bossiaea och familjen ärtväxter. Inga underarter finns listade i Catalogue of Life.